# Massacre de Calávrita

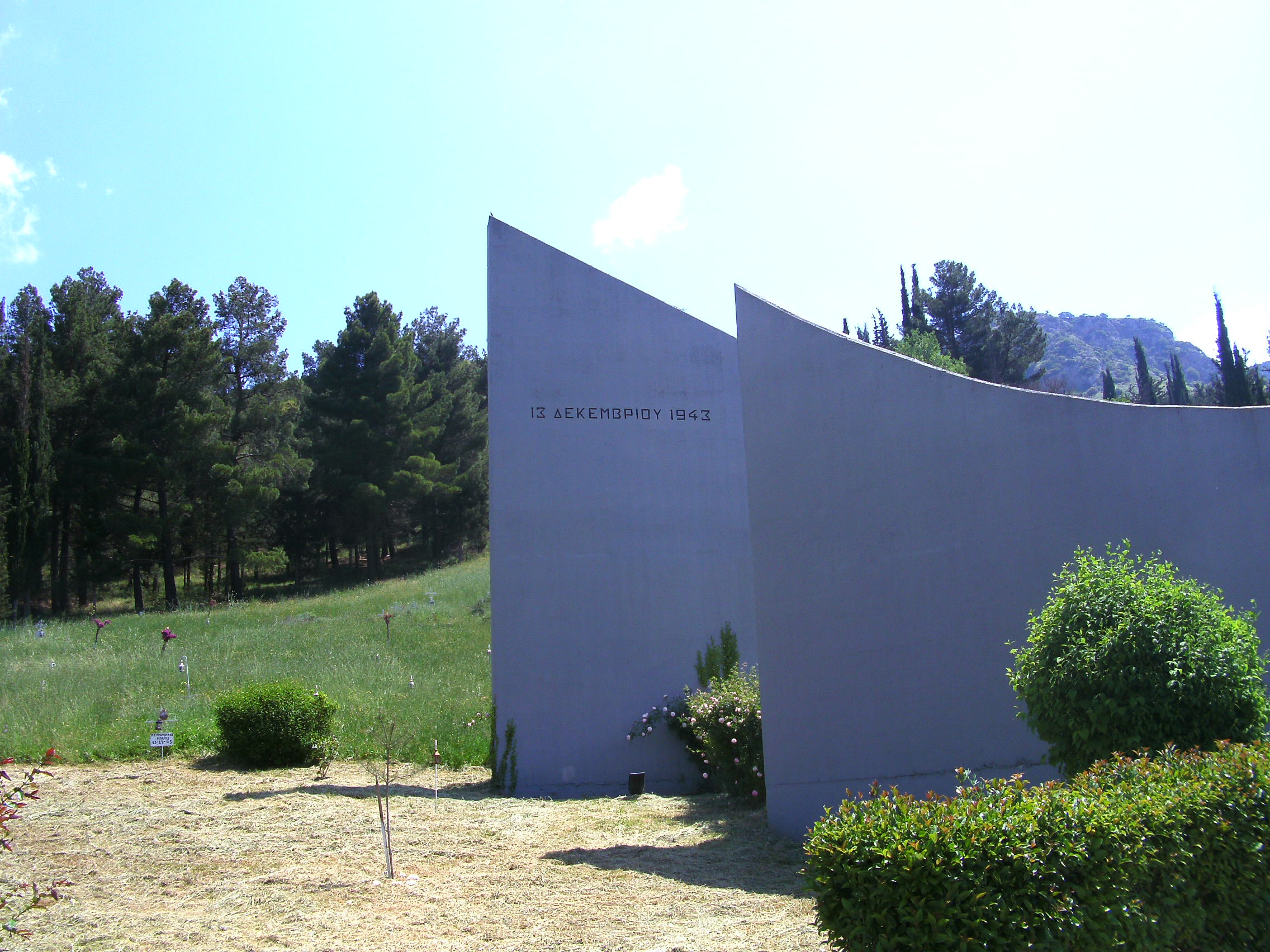
O local do memorial.

O Massacre de Calávrita (em grego:  Σφαγή των Καλαβρύτων), ou o Holocausto de Calávrita (Ολοκαύτωμα των Καλαβρύτων), refere-se ao extermínio da população masculina (com 693 assassinatos) e total destruição da cidade de Calávrita, na Grécia, pelas forças alemãs durante a Segunda Guerra Mundial, em 13 de dezembro de 1943.
Ao lado da deportação e assassinato de 80% dos judeus da Grécia, é considerado o mais sério crime da ocupação alemã da Grécia durante a Segunda Guerra Mundial.